# Čingrija
Versione in lingua croata di Cingria: cognome di una famiglia di orefici e negozianti di Ragusa di Dalmazia. 
Pietro C. Nato nel 1720 e morto prima del 1795, fu console di Ragusa a Costantinopoli.
Fu il bisavolo di Albert C. che si trasferì a Ginevra e che fu padre dello scrittore svizzero Charles-Albert Cingria.
Un altro suo  membro, Pero C. (1837-1921) fu fautore della politica di croatizzazione forzata di Ragusa: la città gli dedica un corso parallelo al lungomare.